# Leptopepla procridiformis
Leptopepla procridiformis là một loài bướm đêm thuộc phân họ Arctiinae, họ Erebidae.